# 藍田公園
藍田公園（英語：Lam Tin Park），是香港九龍東觀塘區藍田碧雲道五桂山山邊的一座地區公園，屬德田邨發展項目中「藍田擴展3期」的一部分，與同一期數的樓宇均由新福港承建，於1991年建成，前址為五二九雨災的重災區。

## 設施
- 露天廣場
- 兒童遊樂場
- 足球場
- 野餐區
- 健身徑
- 山頂觀景台

## 鄰近
- 德田邨
- 德田商場
- 興田邨